# Pallavolo ai Giochi della XXXI Olimpiade - Qualificazioni al torneo femminile (NORCECA)
Le qualificazioni nordamericane di pallavolo femminile ai Giochi della XXXI Olimpiade si sono svolte dal 7 al 9 gennaio 2016 a Lincoln, in Nebraska: al torneo hanno partecipato quattro squadre nazionali nordamericane e la prima classificata si è qualificata per i Giochi della XXXI Olimpiade.

## Impianti
|                                                                           |  |  |
|                                                                           |  |  |
| Pinnacle Bank Arena Città: Lincoln Capienza: 15 290 Anno d'apertura: 2013 |  |  |

## Regolamento

### Formula
Le squadre hanno disputato un'unica fase con formula del girone all'italiana.

### Criteri di classifica
Se il risultato finale è stato di 3-0 sono stati assegnati 5 punti alla squadra vincente e 0 a quella sconfitta, se il risultato finale è stato di 3-1 sono stati assegnati 4 punti alla squadra vincente e 1 a quella sconfitta, se il risultato finale è stato di 3-2 sono stati assegnati 3 punti alla squadra vincente e 2 a quella sconfitta.
L'ordine del posizionamento in classifica è stato definito in base a:
- Numero di partite vinte;
- Punti;
- Ratio dei set vinti/persi;
- Ratio dei punti realizzati/subiti;
- Risultati degli scontri diretti.

## Squadre partecipanti
| Squadra         | Qualificazione                      |
| --------------- | ----------------------------------- |
| Canada          | 4ª al campionato nordamericano 2015 |
| Porto Rico      | 3ª al campionato nordamericano 2015 |
| Rep. Dominicana | 2ª al campionato nordamericano 2015 |
| Stati Uniti     | 1ª al campionato nordamericano 2015 |

## Torneo

### Risultati
| 7 gennaio 2016 Pinnacle Bank Arena, Lincoln Durata: 1h:54 - Spettatori: 3 041  | Rep. Dominicana | 3 - 1 | Porto Rico      | 17-25, 25-13, 25-23, 25-23 |
| 7 gennaio 2016 Pinnacle Bank Arena, Lincoln Durata: 1h:15 - Spettatori: 6 322  | Stati Uniti     | 3 - 0 | Canada          | 25-18, 25-18, 25-15        |
| 8 gennaio 2016 Pinnacle Bank Arena, Lincoln Durata: 2h:04 - Spettatori: 3 000  | Canada          | 1 - 3 | Rep. Dominicana | 27-25, 16-25, 24-26, 20-25 |
| 8 gennaio 2016 Pinnacle Bank Arena, Lincoln Durata: 1h:50 - Spettatori: 6 501  | Stati Uniti     | 3 - 1 | Porto Rico      | 25-14, 24-26, 25-12, 25-14 |
| 9 gennaio 2016 Pinnacle Bank Arena, Lincoln Durata: 1h:15 - Spettatori: 4 256  | Porto Rico      | 3 - 0 | Canada          | 32-30, 25-17, 25-20        |
| 9 gennaio 2016 Pinnacle Bank Arena, Lincoln Durata: 1h:23 - Spettatori: 10 213 | Stati Uniti     | 3 - 0 | Rep. Dominicana | 25-19, 25-19, 25-18        |

### Classifica
| Pos | Squadra         | Pt | G | V | P | SV | SP | Ratio | PF  | PS  | Ratio |
| --- | --------------- | -- | - | - | - | -- | -- | ----- | --- | --- | ----- |
| 1   | Stati Uniti     | 14 | 3 | 3 | 0 | 9  | 1  | 9.000 | 249 | 173 | 1.439 |
| 2   | Rep. Dominicana | 8  | 3 | 2 | 1 | 6  | 5  | 1.200 | 249 | 246 | 1.012 |
| 3   | Porto Rico      | 7  | 3 | 1 | 2 | 5  | 6  | 0.833 | 232 | 258 | 0.899 |
| 4   | Canada          | 1  | 3 | 0 | 3 | 1  | 9  | 0.111 | 205 | 258 | 0.794 |

## Classifica finale
| Pos | Squadra         | Rosa |
| --- | --------------- | --- |
| 1.  | Stati Uniti     | Formazione: 1 Glass, 2 Banwarth, 3 Thompson, 6 Dixon, 10 Larson, 11 Hodge, 13 Harmotto, 14 Fawcett, 15 Hill, 16 Akinradewo, 17 Hagglund, 22 Adams, 23 Robinson, 25 Lowe, CT: Kiraly |
| 2.  | Rep. Dominicana | Formazione: 1 Vargas, 2 Fernández, 3 Eve, 4 Fersola, 5 Castillo, 6 Domínguez, 7 Marte, 8 Arias, 14 Rivera, 16 Peña, 17 Mambrú, 19 Binet, 20 B. Martínez, 21 J. Martínez, CT: Kwiek  |
| 3.  | Porto Rico      | Formazione: 1 Seilhamer, 3 Mojica, 6 Rosa, 7 Enright, 9 Cruz, 11 Ocasio, 12 Del Valle, 13 Ferrer, 14 Valentín, 15 Santana, 16 Oquendo, 18 Morales, 21 Reyes, 25 Rosado, CT: Nuñez   |
| 4.  | Canada          | Formazione: 1 Guimond, 2 Page, 4 Richey, 5 Smith, 8 Thibeault, 9 Love, 10 Field, 12 Cross, 13 Charuk, 15 Pavan, 17 Moncks, 18 Marcelle, 20 Cranston, 22 Cyr, CT Ludwig              |

|  | Qualificata ai Giochi della XXXI Olimpiade |

|  | Qualificata al torneo di qualificazione mondiale (girone A) |

|  | Qualificata al torneo di qualificazione mondiale (girone B) |

## Premi individuali
| Premio                 | Nome              | Squadra         |
| ---------------------- | ----------------- | --------------- |
| MVP                    | Nicole Fawcett    | Stati Uniti     |
| Miglior realizzatrice  | Karina Ocasio     | Porto Rico      |
| Miglior servizio       | Gina Mambrú       | Rep. Dominicana |
| Miglior difesa         | Brenda Castillo   | Rep. Dominicana |
| Miglior ricevitrice    | Kelsey Robinson   | Stati Uniti     |
| Miglior palleggiatrice | Alisha Glass      | Stati Uniti     |
| Miglior opposto        | Nicole Fawcett    | Stati Uniti     |
| Miglior schiacciatrice | Jordan Larson     | Stati Uniti     |
| Miglior schiacciatrice | Stephanie Enright | Porto Rico      |
| Miglior centrale       | Lucille Charuk    | Canada          |
| Miglior centrale       | TeTori Dixon      | Stati Uniti     |
| Miglior libero         | Janie Guimond     | Canada          |